# Lecanora apochroeoides
Lecanora apochroeoides är en lavart som beskrevs av Edvard(Edward) August Vainio. Lecanora apochroeoides ingår i släktet Lecanora, och familjen Lecanoraceae. Enligt den finländska rödlistan är arten nationellt utdöd i Finland. Arten har ej påträffats i Sverige. Artens livsmiljö är skogar.